# Teuchophorus cristulatus
Teuchophorus cristulatus är en tvåvingeart som beskrevs av Henk J.G. Meuffels och Patrick Grootaert 1991. Teuchophorus cristulatus ingår i släktet Teuchophorus och familjen styltflugor. Inga underarter finns listade i Catalogue of Life.